# XXVIII dinastia egípcia
A XXVIII dinastia egípcia teve como único faraó Amirteu, que, em 404 a.C. libertou o Delta do domínio Persa e 4 anos depois já tinha o Egito sob o seu domínio e intitulou-se faraó, acabando com o domínio persa da 27ª e iniciando a 28ª dinastia. Neste período, outros também, aproveitando-se do caos, insegurança e empobrecimento que os Persas deixaram no Egito no fim de seu reinado, juntaram-se a grupos rebeldes e se intitularam reis, mas apenas Amirteu passou a fazer parte da lista oficial de governantes da 28ª dinastia.
Em 339 a.C., Neferites I usurpou o trono e fundou a 29ª dinastia.

## Lista de faraós
Ordem: Nome de batismo – data do reinado
- Amirteu – 404 - 399 a.C.